# Вівальді, принц Венеції (фільм, 2006)
«Антоніо Вівальді, принц Венеції» (фр. Antonio Vivaldi, un prince à Venise) — французька музична кінодрама 2006 року режисера Жан-Луї Ґійерму.

## Сюжет
Фільм розповідає про життя знаменитого венеційського композитора вісімнадцятого століття, Антоніо Вівальді. З самого народження він хворіє на невідому хворобу, яка вплине на все його життя. З 14 років він стає на шлях духовної кар'єри і у віці 25 років приймає сан священника. Однак його притягає музика, тому він очолює струнний оркестр у «Шпиталі милосердя» для дівчат-сиріт у Венеції.

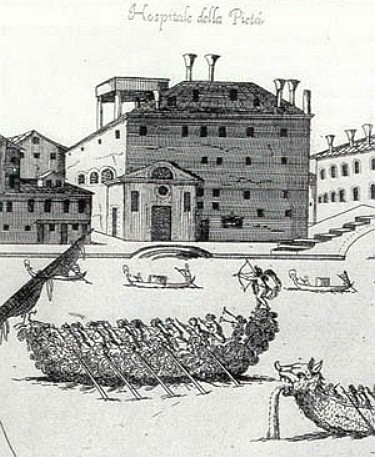
«Шпиталь милосердя»
для дівчат-сиріт у Венеції

## Ролі виконують
- Стефано Діонізі — Антоніо Вівальді
- Мішель Серро — єпископ Венеції
- Аннета Шрайбер[fr] — Анна Жіро
- Мішель Галабрю — папа Бенедикт XIII
- Жан-Клод Лека — батько Вівальді
- Бернар-П'єр Донадьє — посол Франції
- Християн Вадим[fr] — Ґольдоні
- Дельфіна Депардьє[fr] — Занетта Вівальді

## Навколо фільму
- Це останній фільм Мішеля Серро, який помер за місяць до запланованого виходу фільму.
- Фільмування відбувалося в Парижі та Венеції.
- У фільмі звузить музика Антоніо Вівальді:
  - арія «Tu m'offendi» з опери «La verita in cimento», дія I, сцена V;
  - концерт для двох скрипок, струнних і континуо [Архівовано 1 травня 2021 у Wayback Machine.], ля-мінор, RV 522, Allegro - Larghetto e spiritoso – Allegro;
  - концерт No 6 ля-мінор для скрипки та струнних [Архівовано 7 лютого 2021 у Wayback Machine.], «L'Estro Armonico».